# Campanya de Nova Guinea
La campanya de Nova Guinea de la Guerra del Pacífic, va durar des de gener de 1942 fins al final de la Segona Guerra Mundial, l'agost de 1945. Nova Guinea era d'importància estratègica per la seva proximitat al nord d'Austràlia.
La campanya entre els aliats i els japonesos s'inicià amb l'assalt a Rabaul del 23 de gener de 1942. Rabaul esdevingué la base capdavantera dels japonesos al Territori de Nova Guinea administrat per Austràlia (23 de gener) i el Territori de Papua (8 de març) i la Nova Guinea Neerlandesa (29/30 de març). El general japonès Hitoshi Imamura, era el responsable tant de la campanya de Nova Guinea com de la campanya de les Illes Solomon. Imamura tenia la base a Rabaul. El lloc tinent general Hatazō Adachi, era el responsable de les operacions de l'illa principal de Nova Guinea.
A partir del juliol de 1942, uns quants batallons de reserva australians, molts d'ells molt joves i sense formació, van lluitar en una acció de rereguarda tossuda a Nova Guinea, contra un avenç japonès per la pista de Kokoda, cap a Port Moresby, per sobre dels accidentats Owen Stanley Ranges. La milícia, esgotada i molt delmada per les baixes, va ser rellevada a finals d'agost per tropes regulars de la Segona Força Imperial Australiana, que tornaven de l'acció al teatre mediterrani. A principis de setembre de 1942, els marines japonesos van atacar una base estratègica de la Royal Australian Air Force a la badia de Milne, prop de l'extrem oriental de Nova Guinea. Van ser rebutjats per les forces aliades (principalment batallons d'infanteria de l'exèrcit australià i esquadrons de la Royal Australian Air Force, amb enginyers de l'exèrcit dels Estats Units i una bateria antiaèria en suport), la primera derrota de la guerra per a les forces japoneses a terra. A Nova Guinea, els japonesos de la pista de Kokoda tenien a la vista dels llums de Port Moresby, però van rebre l'ordre de retirar-se cap a la costa nord-est. Les forces australianes i nord-americanes van atacar les seves posicions fortificades i després de més de dos mesos de lluita a la zona de Buna-Gona finalment van capturar el cap de platja japonès clau a principis de 1943.
El general Douglas MacArthur va dirigir les forces aliades. MacArthur tenia les bases a Melbourne, Brisbane i Manila. Després de la invasió japonesa de Salamaua–Lae el març de 1942, Cartwheel va començar amb la campanya Salamaua–Lae al nord de Nova Guinea l'abril de 1943, que va ser seguida de juny a octubre per la campanya de Nova Geòrgia, en què els aliats van utilitzar els desembarcaments a Rendova i Munda Point per assegurar un camp d'aviació japonès construït en secret a Munda i la resta del grup de les illes Nova Geòrgia. Els desembarcaments de setembre a desembre van assegurar les illes del Tresor i van desembarcar tropes aliades a Choiseul, Bougainville i Cape Gloucester.
Com en la majoria de campanyes de la Guerra del Pacífic, les malalties i la fam es van cobrar més vides japoneses que l'acció de l'enemic. La majoria de les tropes japoneses ni tan sols van entrar en contacte amb les forces aliades i, en canvi, simplement van ser tallades i sotmeses a un bloqueig efectiu per part de les forces navals aliades. Les guarnicions van ser eficaçment assetjades i se'ls va negar els enviaments d'aliments i subministraments mèdics, i com a resultat alguns afirmen que el 97% de les morts japoneses en aquesta campanya van ser per causes no de combat.